# 喜多川千代女
喜多川 千代女（きたがわ ちよじょ、生没年不詳）とは、江戸時代の女性浮世絵師。

## 来歴
「歌麿門人千代女」と称し、天明4年（1784年）からその翌年にかけて黄表紙の挿絵を数点ほど描いた。素性については分かっておらず、喜多川歌麿の門人、または妻とする説のほか、歌麿本人の変名とする説もある。

## 作品
- 『金平子供遊』　黄表紙（四方赤良作、天明4年刊行）
- 『年始御礼帳』　黄表紙（同上）
- 『嘘皮初音鼓』　黄表紙（桜川杜芳作、天明5年刊行）
- 『元利安売鋸商内』　黄表紙（恋川春町作、同上）
- 『莫切自根金生木』　黄表紙（唐来参和作、同上）